# Književnost u 1833.
◄◄ | ◄ | 1830. | 1831. | 1832. | 1833.  | 1834. | 1835. | 1836. | ► | ►►
Arhitektura • Astronomija • Biologija • Glazba • Kazalište • Kemija • Kiparstvo • Knjige • Književnost • Kršćanstvo • Meteorologija • Medicina • Politika • Pravo • Promet • Slikarstvo • Šport • Znanost • Željeznički promet
Književnost u 1833.

## Svijet

### Književna djela
- Jevgenij Onjegin Aleksandra Sergejeviča Puškina

## Vanjske poveznice
|  | Zajednički poslužitelj ima još gradiva o temi Književnost u 1833. |